# La Vierge à l'Enfant de Fontignano
La Vierge à l'Enfant de Fontignano (en italien : Madonna col Bambino di Fontignano) est une fresque, une peinture religieuse du Pérugin, datant de 1522, conservée à la Chiesa Museo dell'Annunziata à Fontignano.

## Histoire
L'œuvre se situe dans l'église S. Maria dell'Annunziata, considérée comme le dernier lieu de travail du Pérugin ; à l'origine l'église appartenait à la confraternité de l'Annunziata qui chargèrent le Pérugin, alors âgé d'environ 70 ans, de décorer l'édifice (1521-1522).
La peinture est l’unique travail du Pérugin restant en l’église et a été probablement réalisée avec le même carton de l’église  Santa Maria Maggiore de  Spello.
Sous le soubassement où sont posés les pieds de la Vierge sont indiqués l’année de réalisation et le nom du commanditaire (Angniolus Toni Angeli), probablement un riche personnage de l’endroit qui, selon la tradition de l’époque, a commandé l’œuvre comme remerciement à la Vierge lors de la naissance d’un héritier mâle.
Au cours du temps, des infiltrations d’humidité ont fortement endommagé la fresque  qui a fait l’objet de repeints successifs ayant effacé irrémédiablement en grande partie les  caractéristiques picturales originales du maître.
Par le passé, la fresque a été recouverte de chaux, probablement  pour se protéger de la peste ou encore  à cause des mauvaises conditions de conservation de la peinture.

## Thème
L'œuvre reprend la représentation récurrente dans la peinture chrétienne de la Vierge à l'Enfant (ou Madone), présentant la Vierge Marie avec l'Enfant Jésus.

## Description
L'œuvre est probablement issue d'un carton déjà utilisé pour La Pietà de Spello.
la Vierge est représentée massive, assise sur un banc, le regard absent détourné de l'Enfant absorbé par une silencieuse contemplation et dirigé vers le spectateur, elle tient dans ses bras l'Enfant qui regarde presque à l'opposé sur la gauche. 
La Vierge et l'Enfant portent une fine auréole.
La partie inférieure a été probablement complètement repeinte, comme démontré  par les imperfections des pieds de la Vierge dont la position laisse à désirer, ainsi que le mouvement  « rigide » de l’habit. 
L’arrière–plan a pratiquement disparu, mais on peut imaginer les collines rondes et douces parsemée de frêles arbrisseaux se perdant au loin dans un ciel clair, dans la tradition du maître

## Analyse
Marie porte se traditionnelles couleurs rouge et bleu : le rouge représente la Passion du Christ et le bleu azur l'Église. 
La scène est inscrite selon un schéma calme et plaisant avec des correspondances rythmiques confortées par les inclinaisons des têtes.
Les visages sont restés intacts et expriment encore la douceur, la délicatesse ainsi que le regard pensif perdu dans le vide qui est une des principales caractéristiques du style du maître.
Le visage de la Vierge est typique de la production mure de l'artiste : il représente le visage de la Vierge simple et sévère d'âge avancé.

## Sources
- Voir liens externes